# Štadión na Sihoti
Štadión na Sihoti – wielozadaniowy stadion w słowackim Trenczynie, najczęściej używany przez tamtejszą drużynę piłki nożnej FK AS Trenčín. Mieści 4 300 osób. W 2005 roku został wyposażony w sztuczną murawę.